# Vidnava (zámek)
Zámek s parkem stojí v Kostelní ulici čp. 1 v blízkosti kostela svaté Kateřiny jižně od náměstí ve Vidnavě v okrese Jeseník. Byl zapsán do seznamu kulturních památek ČR před rokem 1988 a je součástí městské památkové zóny Vidnava.

## Historie
První písemná zmínka pochází z listiny vydané vratislavským biskupem Tomášem II. Zarembou v r. 1291, ve které byla potvrzena privilegia udělená jeho předchůdcem Tomášem I. Kozlowarogou někdy v letech 1266–1267 prvnímu fojtovi a lokátorovi Rüdigerovi Heldoremu z Vestfálska. Heldore vybudoval tvrz mimo městské opevnění. K němu náležel velký hospodářský dvůr a pravobřežní území ve směru k Nové Malé Kraši, které bylo až do roku 1976 osadou Vidnavské Fojtství. Při stavbě městského opevnění byla tvrz začleněna do systému opevnění a navazovala na jihozápadní část opevněného kostela. Tvrz je výslovně poprvé uváděna v listině z roku 1371, kdy ji koupili Jan z Byzan a Šimek z Kalkova. Sídlo fojta bylo vypáleno v roce 1428 husity a v roce 1468 za česko-uherských válek. V roce 1472 bylo fojtství prohlášeno za dědičné po meči. Patřilo mezi lenní statky, takže fojt musel pro vratislavského biskupa vykonávat správu svěřeného majetku. V roce 1498 fojt žádal biskupa o snížení platů z důvodů zcela zničeného fojtství. V roce 1512 fojt Wolfram Schoff obdržel privilegium dědičnosti fojtství i po přeslici. V letech 1552–1558 mělo fojtství v držení město Vidnava. V roce 1559 bylo odkoupeno obchodníkem Jáchymem Reideburgem, který tvrz přestavěl na renesanční zámek se dvěma nárožními věžemi. V období třicetileté války fojtství pustlo. V roce 1667 zámeček obdržel vrchní biskupský výběrčí daní Jindřich z Gilgenheimu, jeho potomci (rytíři Hentschelové z Gilgenheimu) drželi fojtství až do roku 1906, kdy jej prodali městu Vidnava. Město mělo v zámku správu majetku a byty. Asi od roku 1933 zde umístilo městské muzeum a archív. Po roce 1945 zámek pustl, na čas byl využíván jako sýpka obilí. V letech 1967–1974 byl opraven pro Základní uměleckou školu ve Vidnavě (od roku 1992 ZUŠ Karla Ditterse Vidnava). Při opravách v roce 1971 bylo odkryto na věžích sgrafito.
Na západní straně se dochovala ohradní zeď s pozdně gotickým portálem z 15. století ve tvaru oslího hřbetu. Část zdi, která sousedila s farním kostelem, se zřítila v roce 1758. Severní zeď byla zbořena po roce 1906. Na hradební zdi je osázena pamětní deska skladatele Eduarda Schöna, rodáka ze Světlé Hory, který skládal pod pseudonymem Engelsberg. V zahradě zámku je památník světových válek.

## Popis
Zámek je jednopatrová stavba s nárožními dvoupatrovými rizality (rohovými předstupujícími věžemi) postavený z lomového kamene, hladce omítaný. Střecha sedlová valbová, rizality jsou zastřešeny stanovou střechou. Zámek má obdélníkový půdorys 26 x 13 m, věže čtvercový půdorys 7× 7 m. Na jižní straně je napojen na zbytky městské hradby.
Hlavní průčelí je hladké zakončeno korunní římsou, která přechází na rizality v podobě kordonové římsy. V přízemí je průčelí pětiosé s pravoúhlým vchodem. V patře je pět okenních os s pravoúhlými okny. Pravá fasáda je hladká, levá má čtyři okenní osy, zadní má šest nepravidelně rozmístěných okenních os. Rizality (věže) mají po jednom okně v průčelí i v bocích, v přízemí i v patře. Okna mají zalamovaná ostění s návojovou a podokenní římsou. Zbytky sgrafit se dochovaly na věžích ve druhém patře.

### Interiér
V přízemí v hale je zachováno klenutí třemi poli křížové hřebínkové klenby. Žebra jsou štuková profilovaná. V hale jsou dva portálky se zalamovaným ostěním. Nad jednoramenným schodištěm je valená klenba, nad odpočívadlem je klenba křížová. V patře vede do pravého křídla sedlový portálek. Ostatní místnosti jsou plochostropé. Přístup do věží je z druhého patra sedlovými portály.